# Barrage de Taabo
Le barrage de Taabo est une centrale hydroélectrique du fleuve Bandama en Côte d'Ivoire d'une capacité de production d'électricité de 210 mégawatts (280 000 chevaux), suffisamment pour alimenter plus de 141 000 foyers. Elle a été créée en 1975. Ce barrage est situé en aval du barrage de Kossou. Il s'agit d'un barrage en terre et en enrochements à noyau d'argile de 8 100 m de long et de 43 m de haut. Il possède cinq ouvertures permettant un débit maximal de 3 900 m³/s par des vannes radiales de 11 x 11 m, avec un déversoir en béton sur la rive gauche, dont le niveau de crête est à 113 m au-dessus du niveau de la mer.